# Carlos Roca
Carlos Roca Portolés (29 de abril de 1958, Barcelona, España - 10 de junio de 2003) fue un jugador de hockey sobre hierba español. Su logro más significativo fue una medalla de plata en los juegos olímpicos de Moscú 1980 con la selección de España.

## Participaciones en Juegos Olímpicos
- Moscú 1980, plata.
- Los Ángeles 1984, octava posición.